# OCaml
OCaml, oprindeligt kendt som Objective Caml, er et programmeringssprog udgivet i 1996 af Xavier Leroy, Jérôme Vouillon, Damien Doligez, Didier Rémy, Ascánder Suárez og andre. OCaml er en udvidelse af Caml, der udelukkende gør brug af det funktionelle paradigme. OCaml anvender både det funktionelle og det objektorienterede paradigme.
OCaml vedligeholdes af INRIA (French Institute for Research in Computer Science and Automation) og har været inspiration for F# og Scala.